# Keltisk rock
Keltisk rock er en musikgenre under folkrock, samt en form for keltisk fusion, der inkorporerer keltisk musik, instrumenter og temaer i rock. Siden 1970'erne har den været meget udbredt, og den kan ses som grundlag for udviklingen af flere meget succesfulde keltiske band og populære musikere, samt at have skabt vigtige undergenre via fusioner. Genren spiller en vigtig rolle i vedligeholdelsen og definitionen af regionale og nationale identiteter, og pan-keltisk kultur. Den har også været med til at kommunikere denne kultur ud til resten af verden.

## Kunstnere
- Christy Moore
- Donovan
- Dropkick Murphys
- Great Big Sea
- Horslips
- JSD Band
- Planxty
- Moving Hearts
- Runrig
- Seven Nations
- The Corrs
- The Proclaimers
- The Prodigals
- The Waterboys